# Nemti
Nemti is een plaats (község) en gemeente in het Hongaarse comitaat Nógrád. Nemti telt 809 inwoners (2001).